# 柯西石岩䲁
柯西石岩䲁（學名：Pereulixia kosiensis），為輻鰭魚綱鳚形目䲁科石岩䲁屬的一種，分布於西印度洋巴基斯坦南部至南非德爾班海域，本魚身體暗淡，散佈著深色或白色斑點，邊緣淺色，背鰭硬棘11-12枚、背鰭軟條11-12枚、臀鰭硬棘2枚、臀鰭軟條12-14枚，體長可達20公分，棲息在沿海淺水域，雌魚產附著性卵，雄魚有護卵行為，幼魚為浮游性，生活習性不明。